# هوراس بيلي
هوراس بيلي (بالإنجليزية: Horace Bailey)‏ (3 يوليو 1881 دربي (إنجلترا) المملكة المتحدة - 1 أغسطس 1960 المملكة المتحدة) هو لاعب كرة قدم بريطاني سابق كان يلعب كحارس مرمى، شارك خلال مسيرته في الألعاب الأولمبية الصيفية 1908.

## روابط خارجية
هوراس بيلي على موقع قاعدة بيانات كرة القدم.إي يو (الإنجليزية)
- هوراس بيلي على موقع ناشيونال فوتبول تيمز (الإنجليزية)
- هوراس بيلي على موقع أوليمبيديا (الإنجليزية)